# Inspiron mini
Inspiration mini — серия нетбуков, выпускавшихся корпорацией Dell в 2001—2007 годы. Нумерация моделей велась по размеру экрана, первыми в линейке вышли компьютеры Inspiron mini 12 и Inspiron mini 9, впоследствии — Inspiron mini 10.
Наиболее популярная модель — Inspiration mini 10, она оснащалась процессором Intel Atom частотой 1,33 ГГц, 1 ГБ оперативной памяти, дисковым накопителем на 160 ГБ, вес устройства — примерно 1,2 кг.
Inspiration mini 12 построен на базе процессора Intel Atom Z520 частотой 1,33 ГГц или Z530 с частотой 1,6 ГГц), оснащался 1 ГБ оперативной памяти, дисковым накопителем SATA ёмкостью 80 ГБ, видеосистемой Intel GMA 500, 12-дюймовый экран поддерживал разрешение экрана 1280×800 и оснащался LED-подсветкой. Вес компьютера — 1,23 кг.
Нетбук Inspiron mini 9 выпускался на базе процессора Intel Atom N270 (1,6 ГГц), оснащался 1 ГБ оперативной памяти и твердотельными накопителями от 4 до 16 ГБ. Видеосистема — Intel GMA 950, экран диагональю 8,9 дюймов поддерживал разрешение до 1024×600 и оснащался LED-подсветкой. Габариты устройства составляли 232×172×27,2 мм, вес — 1,035 кг (включая вес трёхъячеечной аккумуляторной батареи).
Пользователи Ubuntu Netbook Remix оценивали совместимость с этой операционной как хорошую для всех моделей.